# Michelangelo Petruzziello
Michelangelo Petruzziello (né le 12 janvier 1902 à Montefalcione, dans la province d'Avellino, en Campanie et mort le 21 août 1961 dans la même ville) est un écrivain et un poète italien de langue latine.
Professeur de lettres classiques dans divers lycées, il était également un représentant de la tradition littéraire de langue latine.

## Biographie
Michelangelo Petruzziello est né dans une famille paysanne qui le fit étudier dès les études secondaires au séminaire de Bénévent. Il ne choisit toutefois pas la carrière ecclésiastique mais obtient un diplôme de lettres classiques à l'université de Naples en 1927 et se consacre ensuite à l'enseignement dans les écoles secondaires.
En 1932, il publie la première partie de sa traduction en vers endécasyllabiques de l' Art Poétique d'Horace.
En 1953, il obtint la seconde place au Certamen Capitolinum, concours de poésie latine, et ensuite en 1956 et 1961 il prend part au Certamen poeticum Hoeufftianum où il obtient par deux fois la magna laus pour ses poèmes Vetus pistrinum et Cicada.

## Œuvres principales
- L'arte poetica di Q. Orazio Flacco tradotta in versi italiani. Avellino, 1932.
- Mater infelix, in Certamen Capitolinum IV, MDCCCCLIII. Rome, 1953.
- Vetus pistrinum, Amsterdam, Academia Regia Disciplinarum Nederlandica, 1956.
- Cicada, Amsterdam, Academia Regia Disciplinarum Nederlandica, 1961.

## Sources
- (it) Cet article est partiellement ou en totalité issu de l’article de Wikipédia en italien intitulé « Michelangelo Petruzziello » (voir la liste des auteurs).